# HTC Radar
De HTC Radar is een smartphone van HTC. Het is samen met de HTC Titan de eerste telefoon met Windows Phone 7.5 van het bedrijf.
De HTC Radar heeft een super-lcd aanraakscherm met een schermdiagonaal van 3,8 inch en met een resolutie van 480 bij 800 pixels. De behuizing van de telefoon is uit één geheel gemaakt uit aluminium. Verder is er een 5 megapixel-cameralens aan de achterkant aanwezig en een 1,3MP-camera aan de voorkant.